# Raised Fist

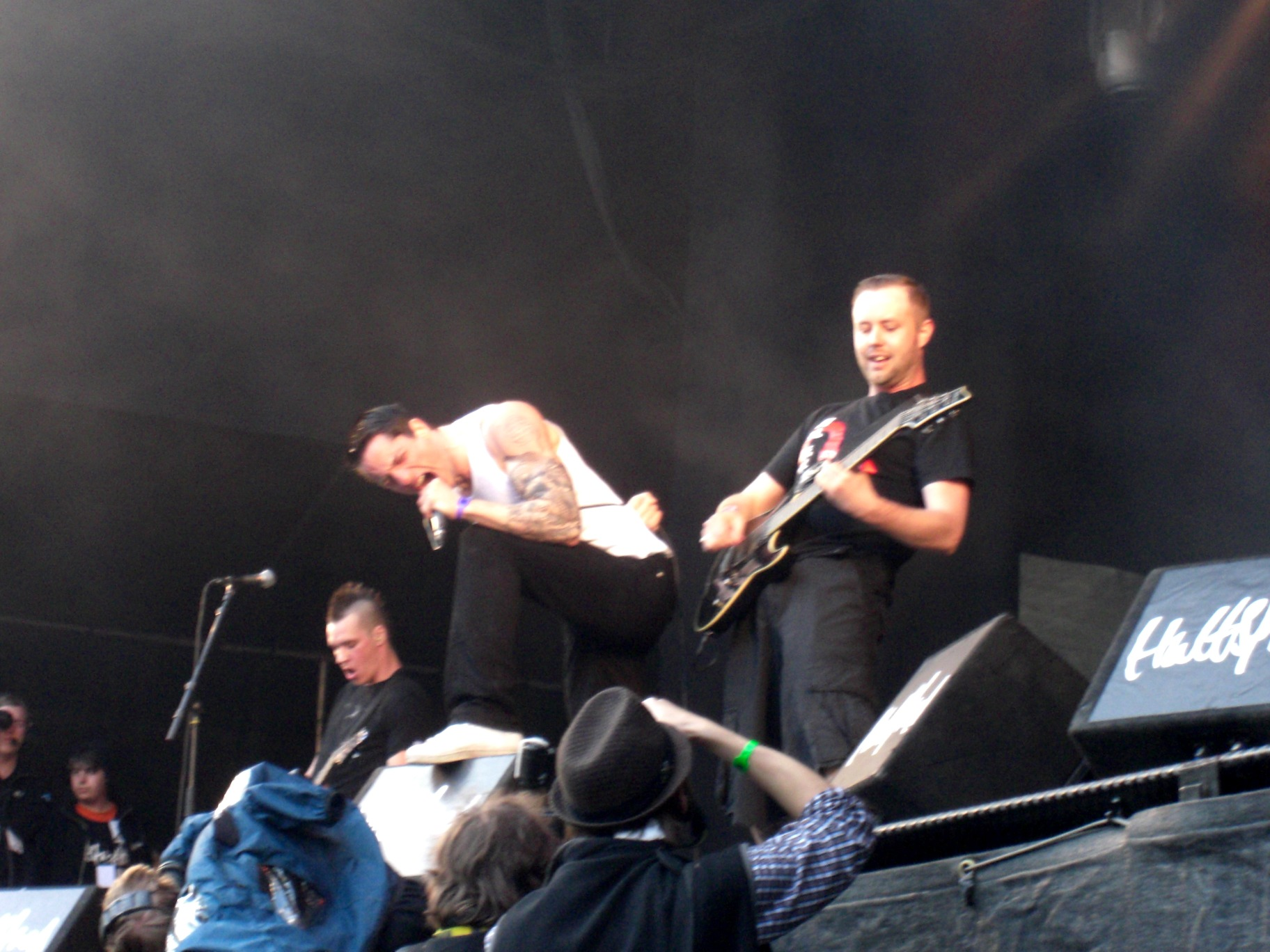
Raised Fist på Hultsfred 2008

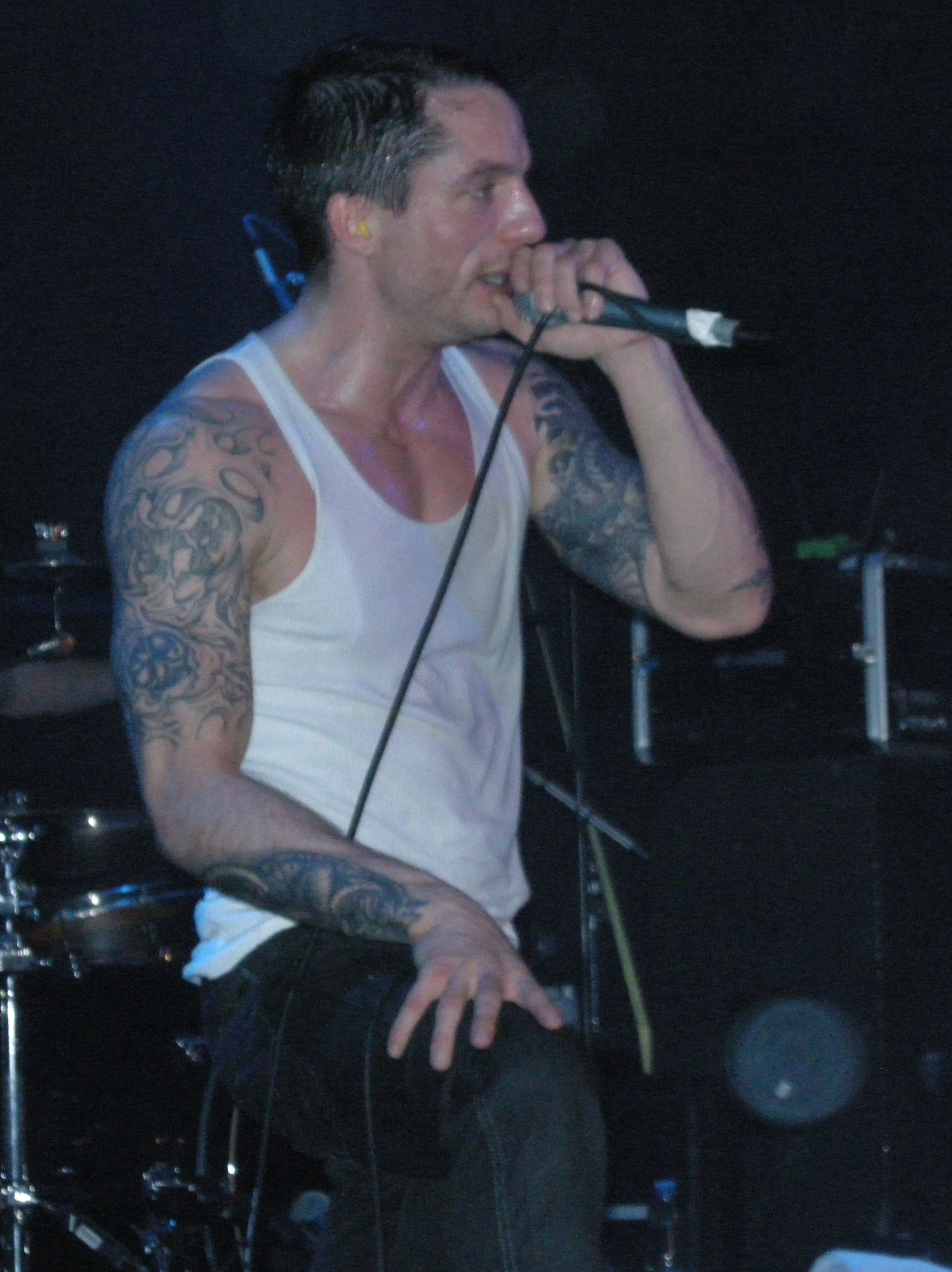
Alexander Hagman, Close Up-båten 2011

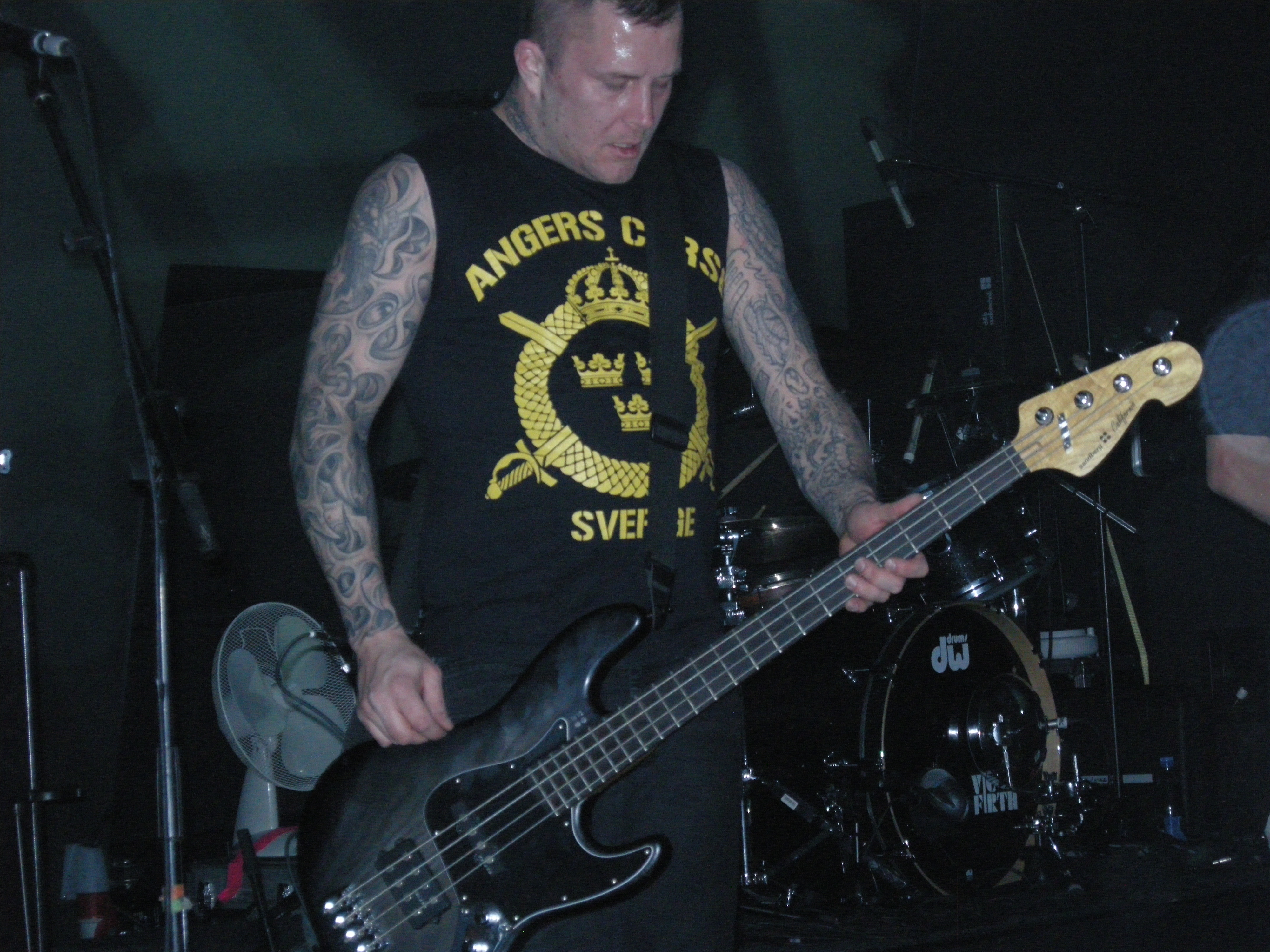
Basisten Andreas Johansson, Close Up-båten 2011

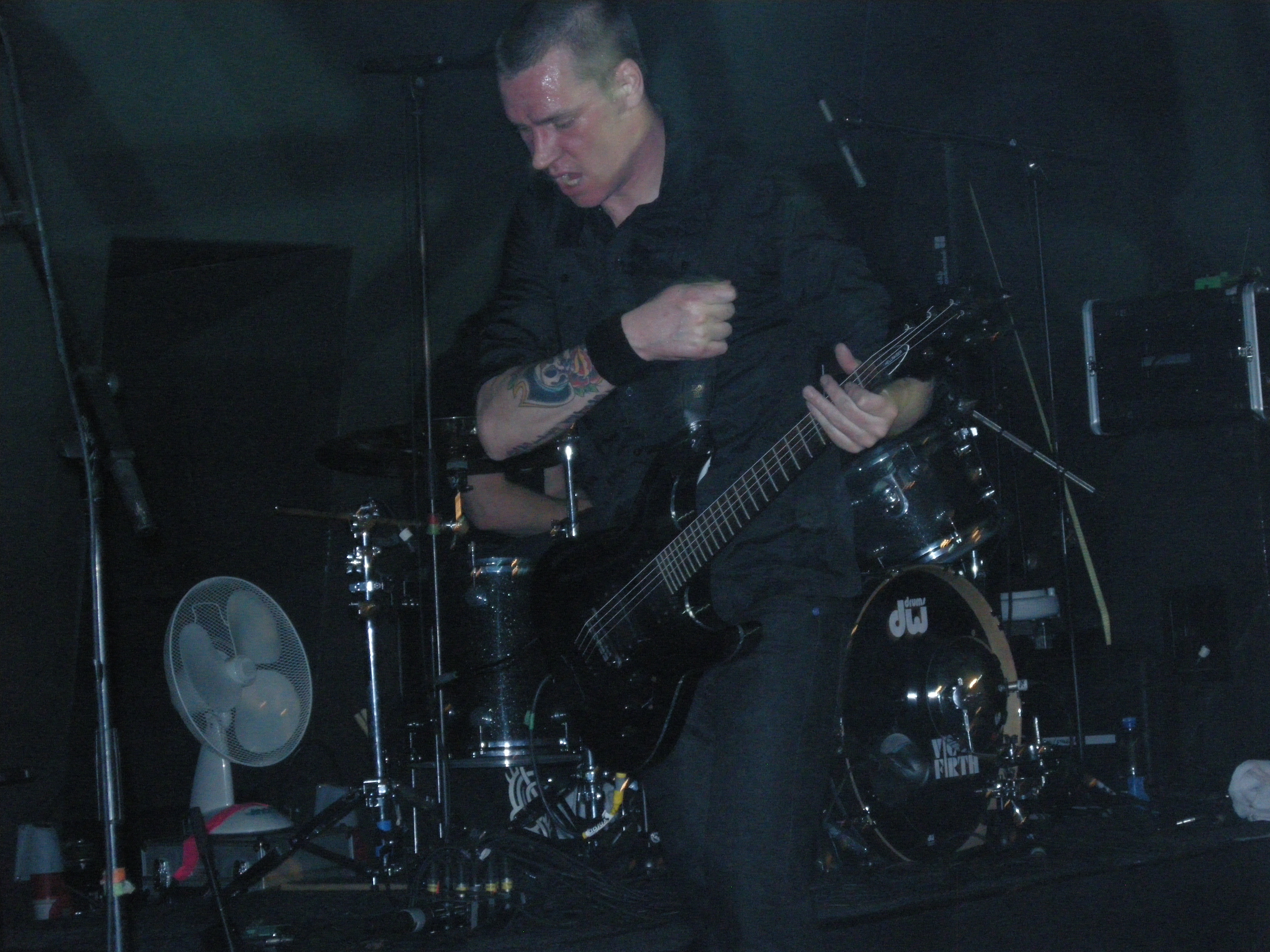
Gitarristen Marco Eronen, Close Up-båten 2011

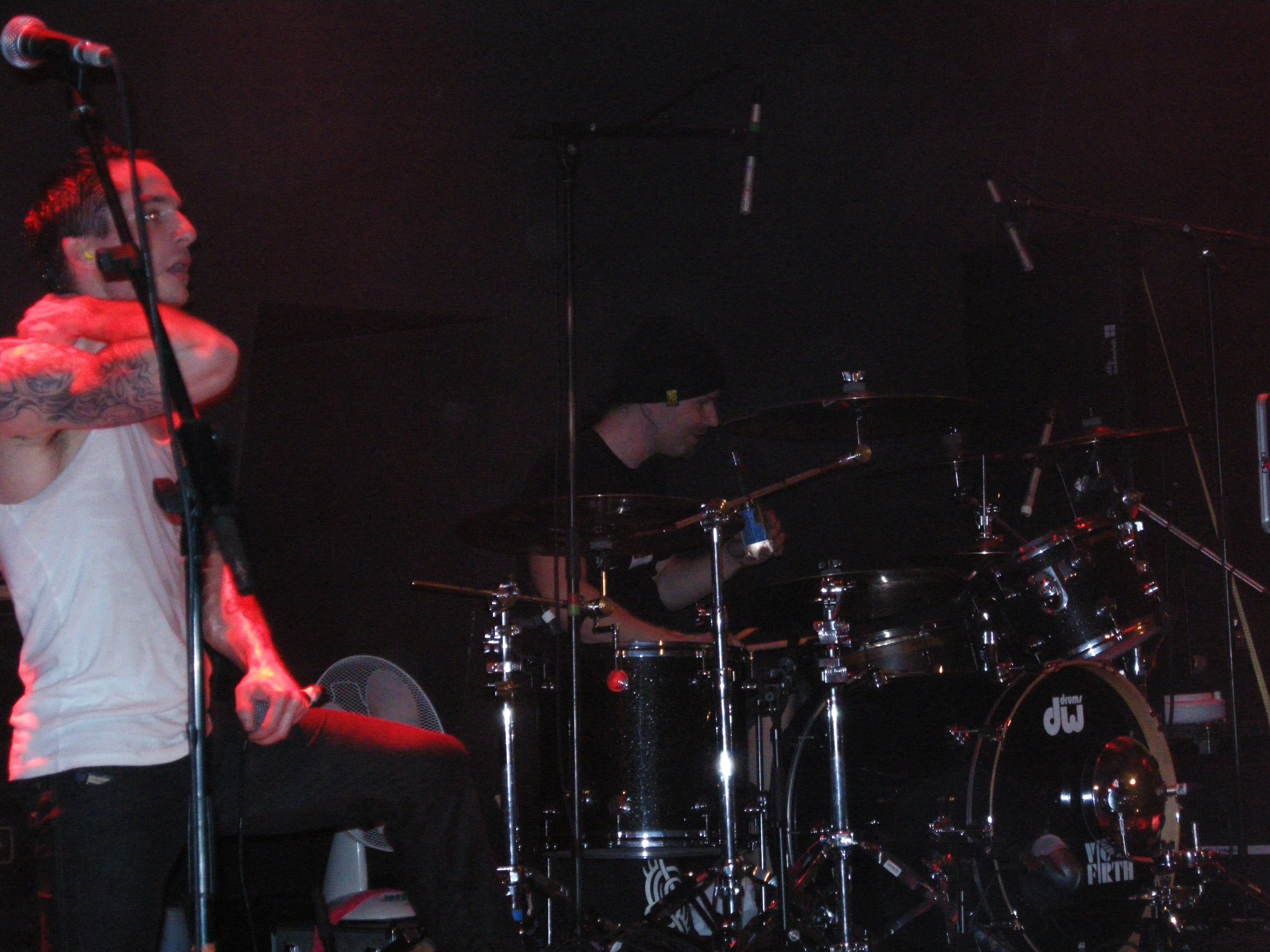
Alexander Hagman och Matte Modin, Close Up-båten 2011

Raised Fist är ett svenskt hardcore-band som bildades 1993. Debutalbumet Fuel gavs ut 1998 via Burning Heart Records som givit ut alla bandets första fem album. Det sjunde och senaste studioalbumet Anthems släpptes 15 november 2019 genom Epitaph Records.

## Historia
Raised Fist är ett svenskt hardcore-band som bildades på Hertsön i Luleå. Bandet grundades 1993, och namnet är inspirerat av Rage Against the Machine-låten "Know Your Enemy" där texten går "Born with an insight and a raised fist". Bandet influerades tidigt av old school hardcore-band såsom Gorilla Biscuits, Youth of Today liksom av den stora scenen i Norrland när de bildades, men har under tidens gång skapat sin egen stil med influenser från black metal, death metal, old school hardcore, punk och rock'n'roll.
I april 2009 började bandet inspelningen av sitt femte studioalbum i "Dug Out Studio" och "Misty Studios" i Uppsala, tillsammans med producent Daniel Bergstrand samt Erik Sjölander och Örjan Örnkloo. Bergstrand har tidigare producerat bland andra In Flames och Meshuggah. Sommaren 2009 spelade Raised Fist på festivalerna Peace & Love och West Coast Riot i Sverige samt Provinssirock i Finland.
Albumet, Veil of Ignorance, gavs ut 7 september 2009 och den första singeln, Friends & Traitors, lades 30 juni upp för fri nedladdning på bandets Myspace.. Albumet placerade sig på 22:a plats på svenska albumlistan under den första veckan, och på 29:e plats i Finland. Raised Fist blev genom albumet Veil of Ignorance nominerad för en Grammis i kategorin årets hårdrock.
Alexander Hagman och Peter Karlsson spelade tillsammans i bandet Palt 1/2 innan de bildade Raised Fist. Palt 1/2 spelade förutom eget material covers av bland andra Asta Kask och Strebers.
2011 ersattes gitarristen Marco Eronen av Jimmy Tikkanen.
Raised Fist signerade ett kontrakt med Epitapth Records om två skivor. De började arbeta på den första av dessa i november 2013. Studioalbumet From The North släpptes 19 januari 2015. Veckan efter skivsläppet gick albumet upp på topplistorna i både Sverige och Finland. Efter ytterligare en vecka puttade Raised Fist ned AC/DC och övertog förstaplatsen på albumlistan (hårdrock). Bandet annonserade i anslutning till skivsläppet en europaturné och flera festivalspelningar runt om i världen.

## Medlemmar
Nuvarande medlemmar
- Jimmy Tikkanen - gitarr
- Daniel Holmgren - gitarr
- Andreas "Josse" Johansson - bas
- Alexander "Alle" Hagman fd. Rajkovic - sång
- Robert Wiiand - trummor

Tidigare medlemmar
- Marco Eronen - Gitarr
- Robin Riström - trummor
- Peter Karlsson - trummor
- Oskar Karlsson - trummor
- Petri Rönnberg - gitarr
- Andreas Pedersen - gitarr
- Matte Modin - trummor

## Diskografi

### EP
- 1994 – You are Not Like Me
- 1996 – Stronger Than Ever

### Studioalbum
- 1998 – Fuel
- 2000 – Ignoring the Guidelines
- 2002 – Dedication
- 2006 – Sound of the Republic
- 2009 – Veil of Ignorance
- 2015 – From the North
- 2019 – Anthems

### Samlingsalbum
- 2001 – Watch Your Step